# Hakon Børresen
Hakon Børresen, född 2 juni 1876 och död 6 oktober 1954, var en dansk tonsättare.
Børresen var elev till Johan Svendsen, och har främst gjort sig berömd genom operorna Den kongelige Gæst (1919), med ämne efter Henrik Pontoppidan, Kaddara (1921), med folklivsmotiv från Grönland, samt baletten Tycho Brahes Dröm (1924). Han har även komponerat symfonier, ouvertyren Normannerna, en violinkonsert, stråkkvartetter och sånger. Han var 1924-1949 ordförande i Dansk Tonekunstner Forening.

## Utmärkelser
- Riddare av Dannebrogorden,  1927[6]
- Dannebrogsmännens hederstecken,  1933[6]

[Redigera Wikidata]